# 地獄へ道づれ
「地獄へ道づれ」 (Another One Bites the Dust) は、イギリスのロック・バンドであるクイーンの楽曲。

## 解説
1980年にアルバム『ザ・ゲーム』に収録され、その後、EMIよりシングルとしてリリースされた。
シングルは、アメリカ、スペインなどでチャート1位となるなど、世界的に大ヒットした。特にアメリカにおいては、ビルボード誌が発表したBillboard Hot 100（1980年10月4日付）では1位を獲得し、シングルセールスが200万枚を超え、ブラックミュージックのチャートでも3週連続で2位を記録するなど、グループにおける最大のヒット曲となった。
本作を書いたベーシストのジョン・ディーコンは、元々謙虚な性格だったことに加えてメンバー最年少であり、他のメンバー3人の才能と人柄を尊敬していたことにより「この曲が浮かんだ時あまりのバカバカしさにメンバーにも言わなかった」という。バンドがリリースを渋りライブでの演奏だけとしていた頃、ロサンゼルスのコンサートを見に来ていたマイケル・ジャクソンは、バックステージでフレディ・マーキュリーに「あの曲はシングル・リリースすべき」と進言し、レコーディングに動いたとされる。印象的なベースラインはシックの「グッド・タイムズ」に影響を受けて作曲されたと言われている。事実、ギターとベースラインはシックの演奏を彷彿させるものがある。シックのバーナード・エドワーズは、当時ディーコンがシックのレコーディング・スタジオを訪れた際に、レコーディングを眺めながら、いかにもセッションに参加したそうにリズムをとっていたと語っている。
ドラムのテイラーは、あまりにもディスコ色が強すぎると難色を示した上、ループ手法を使ったドラムを嫌々叩いていたとの説もある。
前半の曲調としては同じパートを2回繰り返してBメロに入るという流れだが、最初のパートは落ち着いた雰囲気で歌い、2回目はキレのある歌声で高らかに歌い上げる。
また、パロディ歌手のアル・ヤンコビックは「遅刻へ道づれ」(Another One Rides The Bus)というパロディを発表している。

## プロモーションビデオ
プロモーション・ビデオの監督はダニエラ・グリーン。内容は、非常にシンプルで暗いスタジオでメンバーが演奏し、マーキュリーがスタンドマイクを片手に歌うというもの。曲の後半にはフレディが角の生えたキャップを被り、リズムを刻んでいる様子が収められている。
現在、このプロモーションビデオはDVD『グレイテスト・ビデオ・ヒッツ1』などで視聴することができる。

## リミックス・バージョン
1998年の映画『スモール・ソルジャーズ』用にプラーズ・マイケルと、フリーが新たにラップ・ボーカルを加え、リミックスした。このリミックスは『グレイテスト・ヒッツIII 〜フレディー・マーキュリーに捧ぐ〜』で聴くことができる。また、2006年にはマイアミ・プロジェクトにより再びリミックスされている。

## シングル収録曲

### イギリス盤
1. 「地獄へ道づれ」 - "Another One Bites the Dust" (ジョン・ディーコン)
2. 「ドラゴン・アタック」 - "Dragon Attack" (ブライアン・メイ)

### アメリカ盤・日本盤
1. 「地獄へ道づれ」 - "Another One Bites the Dust" (ディーコン)
2. 「自殺志願」 - "Don't Try Suicide" (フレディ・マーキュリー)